# رودلف آلس‌ویده

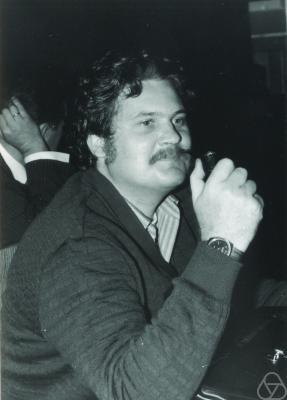
رودُلف آلس‌ویده

رودُلف آلس‌ویده (زاده ۱۵ سپتامبر ۱۹۳۸ – درگذشته ۱۸ دسامبر ۲۰۱۰) ریاضی‌دان آلمانی بود. او در دیل‌میسِن آلمان زاده‌شد. در ریاضی، فیزیک و فلسفه تحصیل کرد و ۱۹۶۶ از دانشگاه گوتینگن دکترا گرفت. عنوان پایان‌نامه‌اش «کارهایی در نظریه اطلاعات شانون دربارهٔ کانال‌های ناایستا» بود. او سپس کارش را وقف نظریه اطلاعات کرد و یکی از صاحب‌نظران برجسته این حوزه شد.

## زندگی و کار
۱۹۷۷، آلس‌ویده استاد دانشگاه بیله‌فلد، آلمان، شد. او و ایمره چیسار، ۱۹۸۸ برندهٔ جایزه بهترین مقاله انجمن تئوری اطلاعات IEEE برای کار در زمینه آزمون فرض، و ۱۹۹۰ همراه با گونتر دوک برای یک نظریه جدید در شناسایی پیام شد. او دو بار برندهٔ این جایزه شد. آلس‌ویده به عنوان یکی از ممتازان دانشگاه بیله‌فلد ،جایزه کلود شانون را در ۲۰۰۶ دریافت کرد؛ یکی از نخستین شهروندان غیرآمریکایی که آن را دریافت کرد. آلس‌ویده و همکارنش، کدگذاری خطی شبکه را پیش نهادند.
رودولف آلس‌ویده در ۱۸ دسامبر ۲۰۱۰ در ۷۲ سالگی درگذشت.

## کتاب‌ها
- R. Ahlswede و I. Wegener, Suchprobleme, Teubner Verlag, Stuttgart, 1979.
- R. Ahlswede و I. Wegener، مشکلات جستجو، نسخه انگلیسی "Suchprobleme" با مکمل ادبیات اخیر،
- RL Graham, JK Leenstra و RE Tarjan (Eds.)، سری Wiley-Interscience در ریاضیات گسسته و بهینه‌سازی، ۱۹۸۷.
- I. Althöfer, N. Cai, G. Dueck, L. Khachatrian, MS Pinsker, A. Sárkozy, I. Wegener and Z. Zhang (Eds.), Numbers, Information and Complexity, 50 مقاله به افتخار رودولف اهلسوئد، Kluwer انتشارات آکادمیک، بوستون، ۲۰۰۰.
  - http://www.mathematik.uni-bielefeld.de/ahlswede/books/kluwer.html
- R. Ahlswede, L. Bäumer, N. Cai, H. Aydinian, V. Blinovsky, C. Deppe, and H. Mashurian (Eds.), Theory General Information Transfer and Combinatorics, Lecture Notes in Computer Science, Springer-Verlag، جلد. ۴۱۲۳، ۲۰۰۶.
  - http://www.springer.com/computer/foundations/book/978-3-540-46244-6
  - R. Ahlswede و V. Blinovsky, Lectures on Advances in Combinatorics, Universitext, Springer-Verlag, 2008.
  - http://www.springer.com/math/numbers/book/978-3-540-78601-6

## لینک‌ها به بیرون
- رودلف آلس‌ویده در پروژه تبارشناسی ریاضی